# Талицкий, Михаил Васильевич
Михаил Васильевич Талицкий (1906, Ростов — 24 августа 1942, вблизи Смоленска) — советский археолог, первооткрыватель стоянки имени М. В. Талицкого.

## Биография
Родился в Ростове, Ярославской губернии в семье бухгалтера известного купца А. А. Титова. Во время учёбы в школе 2 ступени заинтересовался археологией, принимал участие в раскопках, которые проводили Ростовский музей древностей и Ростовское научное краеведческое общество. В 1931 году закончил Московский университет, в студенчестве так же принимал участие в экспедициях в Подмосковье, Ярославской, Кировской областях, а также на Северном Кавказе.
В 1929 году начал самостоятельные исследования в Верхнем Прикамье. С 1931 по 1933 год работал научным сотрудником в Музее антропологии МГУ, с 1935 по 1939 годы аспирант ИИМК. После аспирантуры стал научным сотрудником ИИМК. На основе его исследований впоследствии была создана карта археологических памятников Прикамья. В 1939 году первым исследовал Островскую палеонтологическую стоянку, впоследствии названую его именем.
В 1941 году ушёл добровольцем на фронт. 24.08.1942 г. был убит под деревней Бекрино Тёмкинского района Смоленской области в звании интенданта 2-го ранга, начальника команды эвакуации 1314 стрелкового полка 17 стрелковой дивизии 33 армии, сформированной из московского ополчения, в ходе наступления советских войск на Гатчинском направлении.